# Entoloma

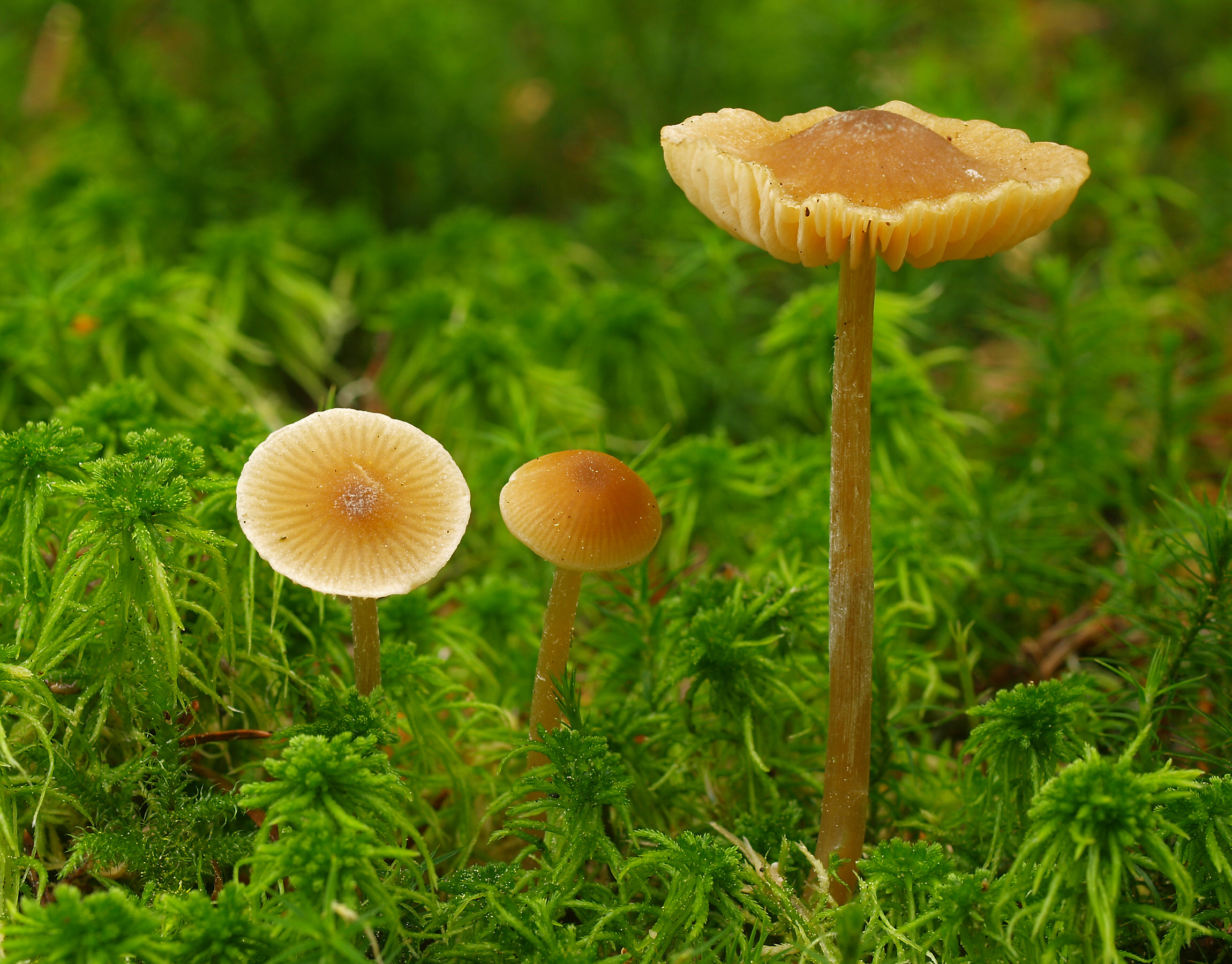
Dzwonkówka ochrowa

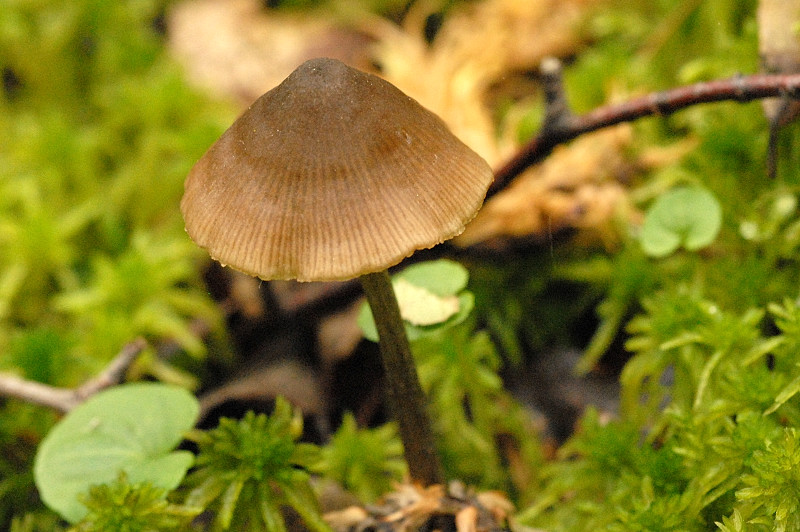
Dzwonkówka gwiaździstozarodnikowa

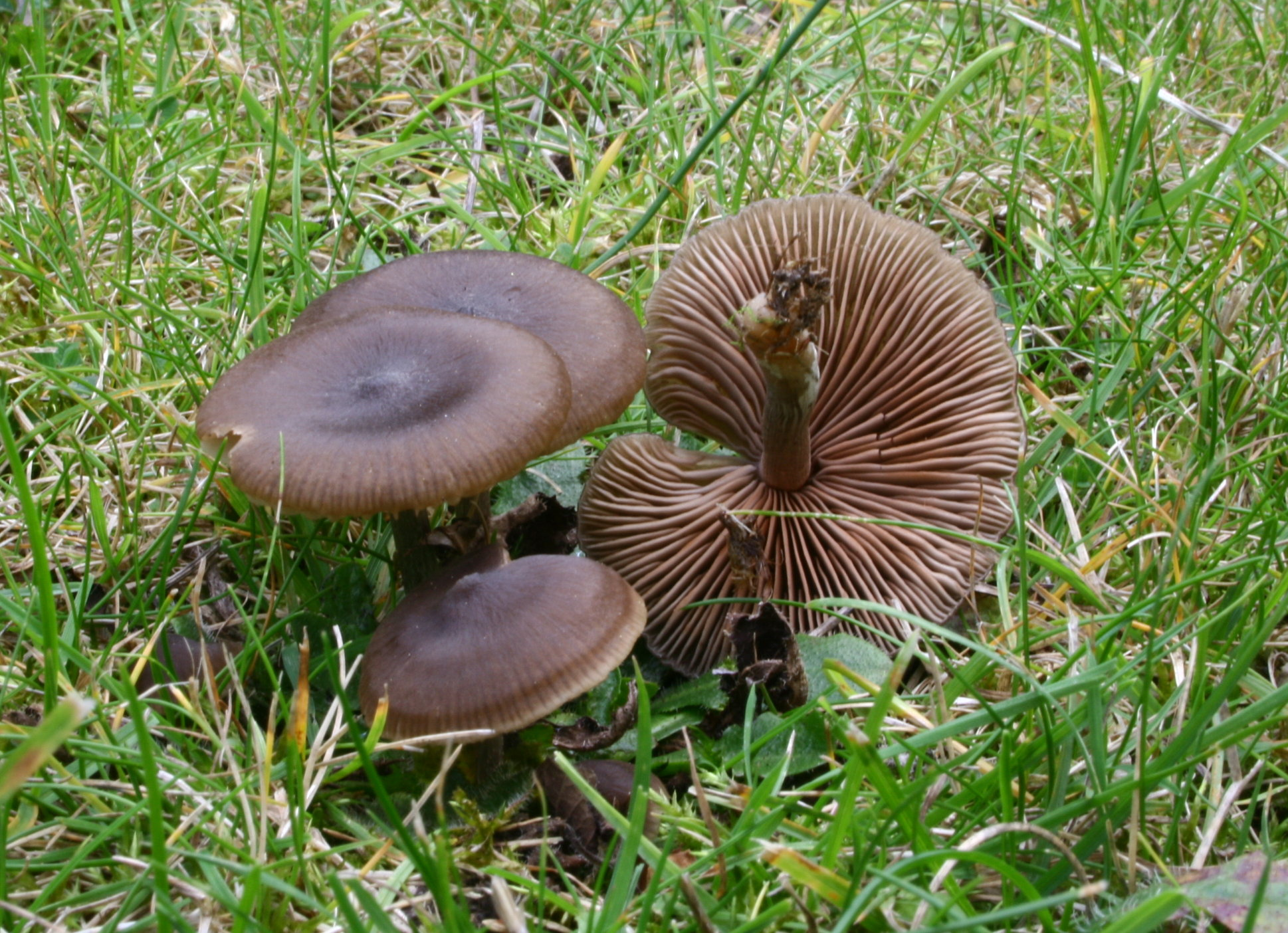
Dzwonkówka jedwabista

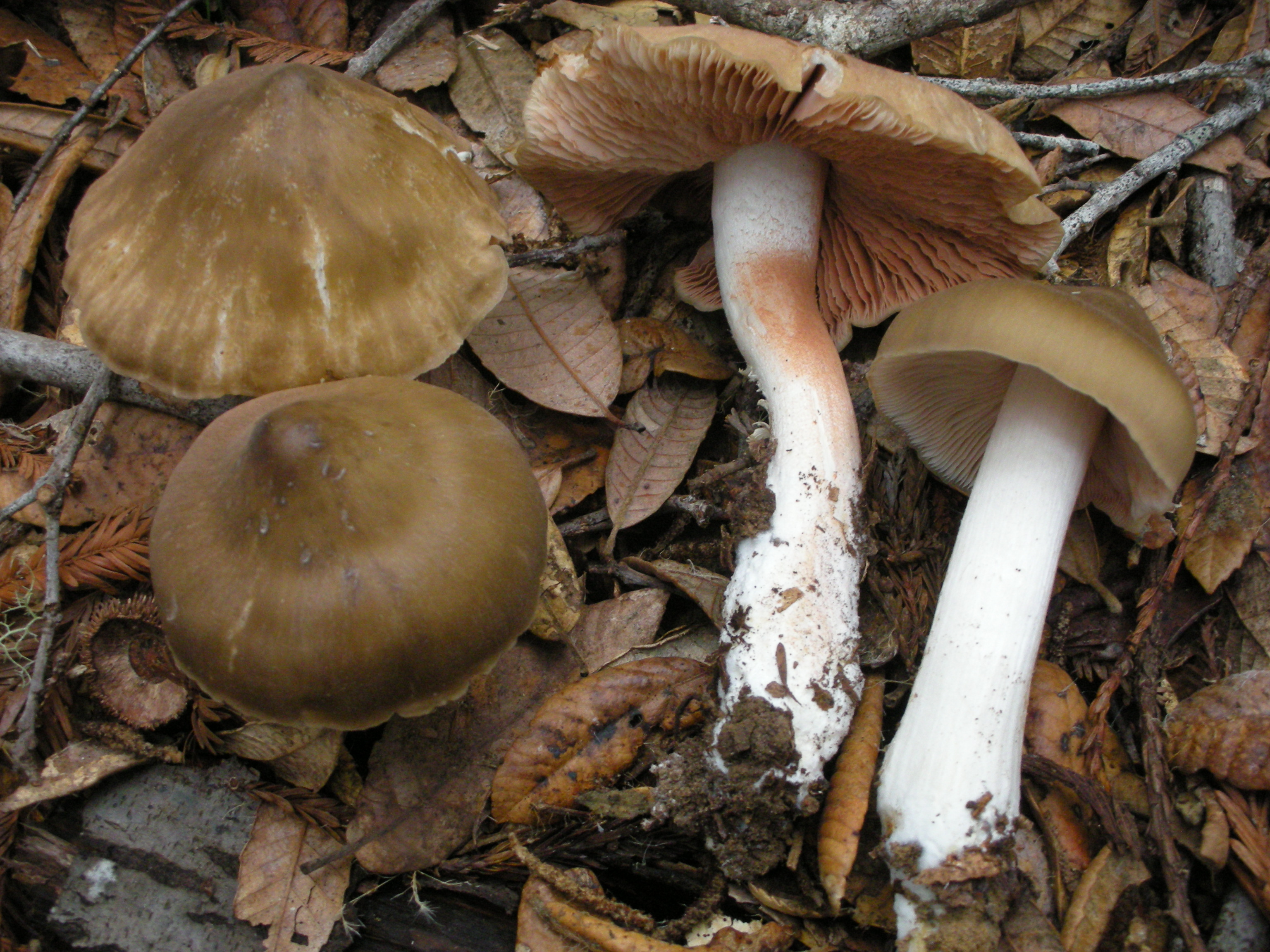
Dzwonkówka kwietniowa

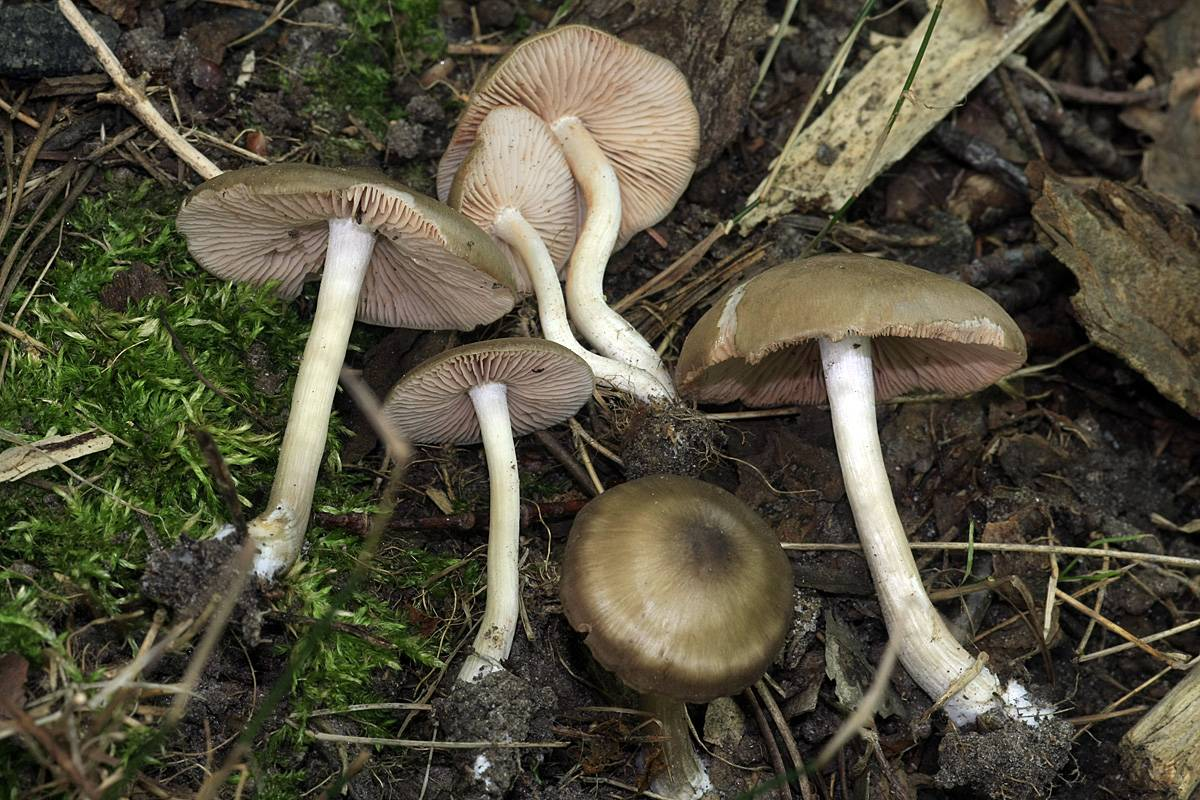
Dzwonkówka tarczowata

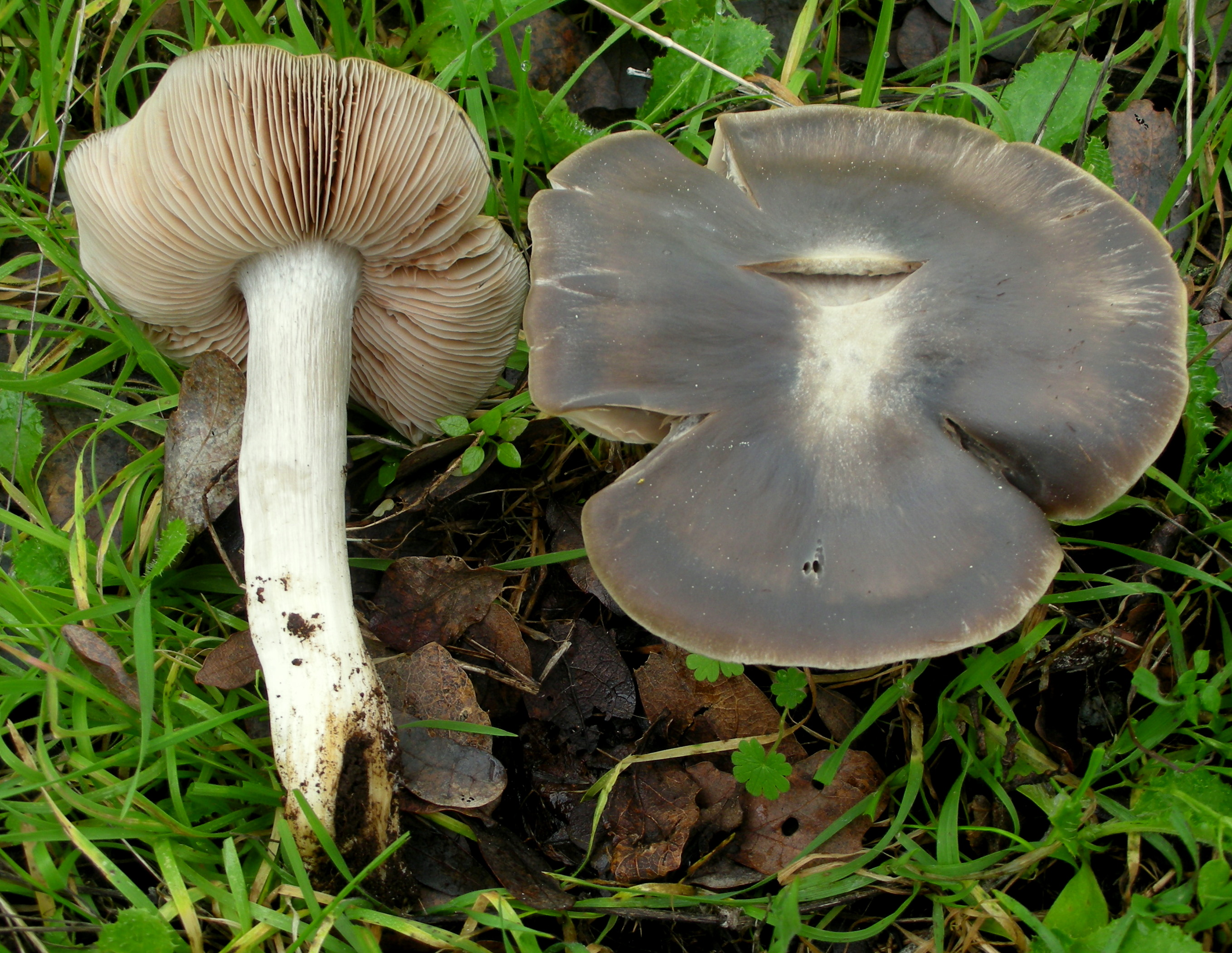
Dzwonkówka szara

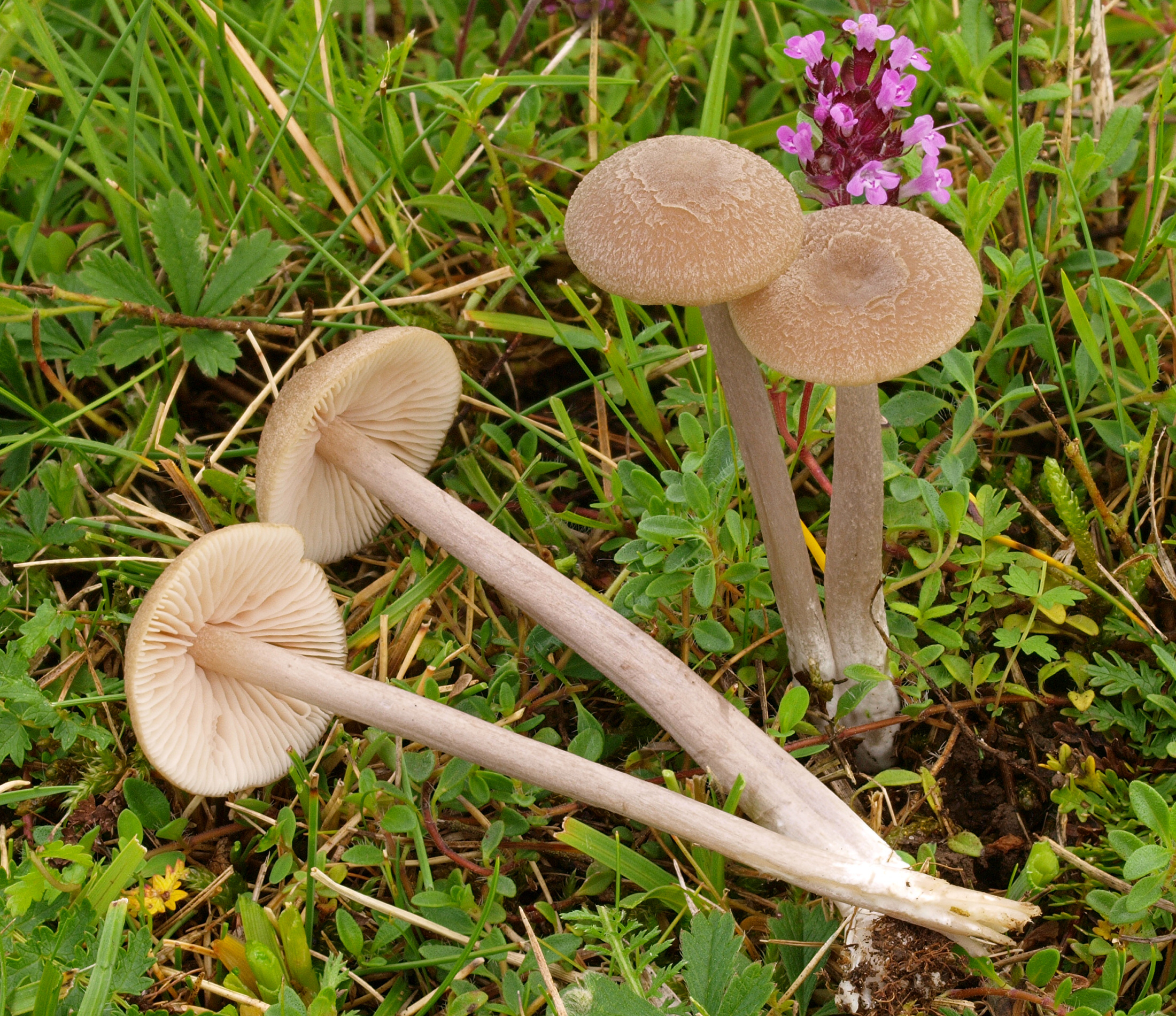
Dzwonkówka szaroniebieskawa

Entoloma P. Kumm. (dzwonkówka) – rodzaj grzybów z rodziny dzwonkówkowatych (Entolomataceae).

## Cechy charakterystyczne
Grzyby kapeluszowe. Kapelusze nagie, rzadziej łuseczkowate lub włókniste, przeważnie higrofaniczne. Trzon przeważnie osadzony w środku. Blaszki w stanie dojrzałym różowo połyskujące, różnie przyrośnięte. Często występują cheilocystydy. Wysyp zarodników cielistoróżowy. Zarodniki kanciaste ze wszystkich stron, cienkościenne lub stosunkowo grubościenne, o barwie od różowej do różowobrązowej. Podstawki 2- lub 4-zarodnikowe. Krawędź blaszki płodna, sterylna lub niejednorodna. Strzępki skórki typu cutis, trichoderm lub hymeniderma ze wszystkimi możliwymi kombinacjami, z pigmentem w ścianie komórkowej lub wewnątrzkomórkowym. Trama blaszek regularna (strzępki biegną równolegle). U niektórych gatunków występują cheilocystydy, u innych brak cystyd. Część strzępek (zwłaszcza w skórce i bezpośrednio pod nią) wybarwiona – zawierają pigment wewnątrzkomórkowy lub w ścianie komórkowej, czasami inkrustacje. Wiele gatunków trujących.
Większość gatunków to grzyby saprotroficzne, ale ostatnio stwierdzono, że niektóre tworzą ektomykoryzę.

## Systematyka i nazewnictwo
Pozycja w klasyfikacji: Entolomataceae, Agaricales, Agaricomycetidae, Agaricomycetes, Agaricomycotina, Basidiomycota, Fungi według Index Fungorum.
Nazwę polską (zwyczajową) podał Stanisław Chełchowski w 1898 r. W polskim piśmiennictwie mykologicznym należące do tego rodzaju gatunki opisywane były pod takimi nazwami zwyczajowymi jak: delikatka, rumieniak, wieruszka, bedłka, kołpak, rumieniaczek, dzwoniak. Posiada 25 synonimów naukowych.
Gatunki występujące w Polsce:
- Entoloma albotomentosum[6]
- Entoloma alcedicolor Arnolds & Noordel. 2004[7]
- Entoloma allochroum Noordel. 1982[7] – dzwonkówka liliowotrzonowa[8]
- Entoloma ameides (Berk. & Broome) Sacc. 1887 – dzwonkówka łąkowa
- Entoloma amicorum Noordel. 1987[9]
- Entoloma anatinum (Lasch) Donk 1949 – dzwonkówka wczesna
- Entoloma apiculatum (Fr.) Noordel. 1981 – dzwonkówka szpiczasta
- Entoloma aprile (Britzelm.) Sacc. 1887 – dzwonkówka kwietniowa
- Entoloma araneosum (Quél.) M.M. Moser 1978 – dzwonkówka srebrzystowłóknista
- Entoloma asprellum (Fr.) Fayod 1889 – dzwonkówka niebieskotrzonowa
- Entoloma atrocoeruleum Noordel. 1987[10]
- Entoloma atromarginatum (Romagn. & J. Favre) Zschiesch. 1984 – dzwonkówka czarnobrzega
- Entoloma bloxamii (Berk. & Broome) Sacc. 1887 – dzwonkówka szarofioletowa
- Entoloma byssisedum (Pers.) Donk 1949 – dzwonkówka muszelkowata
- Entoloma caccabus (Kühner) Noordel. 1979[7]
- Entoloma caeruleum (P.D. Orton) Noordel. 1982
- Entoloma caesiocinctum (Kühner) Noordel. 1982[7]
- Entoloma calthionis Arnolds & Noordel. 1979[7]
- Entoloma canosericeum (J.E. Lange) Noordel. 1982 – dzwonkówka siwojedwabista
- Entoloma cephalotrichum (P.D. Orton) Noordel. 1979[7]
- Entoloma cetratum (Fr.) M. M. Moser 1978 – dzwonkówka ochrowa
- Entoloma chalybeum (Pers.) Noordel. 1982 – dzwonkówka czarnoniebieskawa
- Entoloma chlorophyllum Noordel. 1980[7]
- Entoloma chytrophilum Wölfel, Noordel. & Dähncke 2001 – dzwonkówka niebieskoszara[11]
- Entoloma clandestinum (Fr.) Noordel. 1980 – dzwonkówka gruboblaszkowa
- Entoloma clypeatum (L.) P. Kumm. 1871 – dzwonkówka tarczowata
- Entoloma cocles (Fr.) Noordel. 1981 – dzwonkówka stożkowata
- Entoloma coelestinum (Fr.) Hesler 1967[7]
- Entoloma conferendum (Britzelm.) Noordel. 1980 – dzwonkówka gwiaździstozarodnikowa
- Entoloma conocybecystis Noordel. & Liiv 1992[7]
- Entoloma corvinum (Kühner) Noordel. 1982[7]
- Entoloma costatum (Fr.) P. Kumm. 1871 – dzwonkówka żeberkowanoblaszkowa
- Entoloma cuneatum (Bres.) M.M. Moser 1978[7] – dzwonkówka żółtogarbkowa[8]
- Entoloma cuniculorum Arnolds & Noordel. 1979[7]
- Entoloma cuspidiferum Noordel. 1980 – dzwonkówka bagienna
- Entoloma cyanulum (Lasch) Noordel. 1984 – dzwonkówka ciemnoniebieska
- Entoloma defibulatum Arnolds & Noordel. 1979[7]
- Entoloma depluens (Batsch) Hesler 1967 – dzwonkówka krótkotrzonowa
- Entoloma dichroum (Pers.) P. Kumm. 1871 – dzwonkówka dwubarwna
- Entoloma dysthales (Peck) Sacc. 1891[10]
- Entoloma dysthaloides Noordel. 1979 – dzwonkówka owłosiona
- Entoloma elodes (Fr.) P. Kumm. 1871 – dzwonkówka torfowiskowa
- Entoloma engadinum (E. Horak) Noordel. 1982[7]
- Entoloma euchroum (Pers.) Donk 1949 – dzwonkówka fioletowawa
- Entoloma eulividum Noordel. 1985[7]
- Entoloma excentricum Bres. 1881 – dzwonkówka niesymetryczna
- Entoloma exiguum Esteve-Rav. & M. de la Cruz 1998[7]
- Entoloma exile (Fr.) Hesler 1967[7]
- Entoloma farinasprellum Arnolds 1982[10]
- Entoloma favrei Noordel. 1982[7]
- Entoloma flocculosum (Bres.) Pacioni 1988[7]
- Entoloma formosum (Fr.) Noordel. 1985 – dzwonkówka żółtawa
- Entoloma fuscotomentosum F.H. Møller 1945[7] – dzwonkówka rdzawobrązowa
- Entoloma gomerense Wölfel & Noordel. 2001[10]
- Entoloma griseocyaneum (Fr.) P. Kumm. 1871 – dzwonkówka szaroniebieskawa
- Entoloma griseoluridum (Kühner) M.M. Moser 1978[7]
- Entoloma griseopruinatum Noordel. & Cheype 2004[7]
- Entoloma griseorubellum (Lasch) Kalamees & Urbonas 1986[7]
- Entoloma hebes (Romagn.) Trimbach 1981 – dzwonkówka wysmukła
- Entoloma hirtipes (Schumach.) M.M. Moser 1978 – dzwonkówka kosmatotrzonowa
- Entoloma hispidulum (M. Lange) Noordel. 1982[7]
- Entoloma huijsmanii Noordel. 1984[7]
- Entoloma incanum (Fr.) Hesler 1967 – dzwonkówka brązowozielona
- Entoloma incarnatofuscescens (Britzelm.) Noordel. 1985 – dzwonkówka niebieskostopa
- Entoloma indutoides (P.D. Orton) Noordel. 1984 – dzwonkówka szaroczerwonawa
- Entoloma infula (Fr.) Noordel. 1980 – dzwonkówka infułowata
- Entoloma inusitatum Noordel., Enderle & H. Lammers 1995[7]
- Entoloma inutile (Britzelm.) Noordel. 1980[7]
- Entoloma jahnii Wölfel & Winterh. 1993[12] – dzwonkówka główkowatowłoskowata[8]
- Entoloma jubatum (Fr.) P. Karst. 1879 – dzwonkówka czekoladowoblaszkowa
- Entoloma juncinum (Kühner & Romagn.) Noordel. 1979 – dzwonkówka czerwonobrązowa
- Entoloma lampropus (Fr.) Hesler 1967 – dzwonkówka szarobrązowa
- Entoloma lanicum (Romagn.) Noordel. 1981 – dzwonkówka jasnoszara
- Entoloma lanuginosipes Noordel. 1979[7]
- Entoloma lepidissimum (Svrček) Noordel. 1982[7]
- Entoloma lepiotosmum (Romagn.) Noordel. 1982[7]
- Entoloma lilacinoroseum Bon & Guinb. 1984[10]
- Entoloma linkii (Fr.) Noordel. 1982 – dzwonkówka czarnoostrzowa
- Entoloma lividoalbum (Kühner & Romagn.) Kubička 1975 – dzwonkówka białobeżowa[13]
- Entoloma lividocyanulum (Kühner) M.M. Moser 1986 – dzwonkówka błyszcząca
- Entoloma longistriatum (Peck) Noordel. 1988[7] – dzwonkówka brązowoostrzowa[8]
- Entoloma lucidum (P.D. Orton) M.M. Moser 1978[7]
- Entoloma majaloides P.D. Orton 1960[10]
- Entoloma mammosum (L.) Hesler 1967 – dzwonkówka sutkowata
- Entoloma minutum (P. Karst.) Noordel. 1979 – dzwonkówka drobniutka
- Entoloma mougeotii (Fr.) Hesler 1967 – dzwonkówka popielatofioletowa
- Entoloma mutabilipes Noordel. & Liiv 1992[7]
- Entoloma myrmecophilum (Romagn.) M.M. Moser 1978[7]
- Entoloma neglectum (Lasch) Arnolds 1982 – dzwonkówka żółtawobiała
- Entoloma niphoides Romagn. ex Noordel. 1985 – dzwonkówka tarninowa
- Entoloma nitens (Velen.) Noordel. 1979[7]
- Entoloma noordeloosii Hauskn. 1999[7]
- Entoloma occultipigmentatum Arnolds & Noordel. 1979[7]
- Entoloma ollare E. Ludw. & T. Rödig 1992[7]
- Entoloma olorinum (Romagn. & J. Favre) Noordel. 1979[7]
- Entoloma ortonii Arnolds & Noordel. 1979[10]
- Entoloma pallens (Maire) Arnolds 1982[7]
- Entoloma pallescens (P. Karst.) Noordel. 1979[7] – dzwonkówka blednąca[8]
- Entoloma papillatum (Bres.) Dennis 1953 – dzwonkówka brodawkowata
- Entoloma parasiticum (Quél.) Kreisel 1984[7] – dzwonkówka pasożytnicza[8]
- Entoloma parkensis (Fr.) Noordel. 1979 – dzwonkówka czerniejąca
- Entoloma percandidum Noordel. 1982 – dzwonkówka prążkowana
- Entoloma phaeocyathum Noordel. 1985[7]
- Entoloma placidum (Fr.) Noordel. 1981
- Entoloma platyphylloides (Romagn.) Largent 1974 – dzwonkówka pieniążnicowata
- Entoloma plebeioides (Schulzer) Noordel. 1985[7]
- Entoloma plebejum (Kalchbr.) Noordel. 1985 – dzwonkówka metaliczna
- Entoloma pleopodium (Bull.) Noordel. 1985 – dzwonkówka cytrynowa
- Entoloma poliopus (Romagn.) Noordel. 1979[7]
- Entoloma politum (Pers.) Noordel. 1981 – dzwonkówka błotna
- Entoloma porphyrogriseum Noordel. 1987[7]
- Entoloma porphyrophaeum (Fr.) P. Karst. 1879 – dzwonkówka porfirowobrązowa
- Entoloma prunuloides (Fr.) Quél. 1872 – dzwonkówka mączna
- Entoloma pseudocoelestinum Arnolds 1982[7]
- Entoloma pseudoexcentricum (Romagn.) Zschiesch. 1984[7]
- Entoloma pulvereum Rea 1907 – dzwonkówka oprószona
- Entoloma rhodocylix (Lasch) M.M. Moser 1978 – dzwonkówka olszowa
- Entoloma rhodopolium (Fr.) P. Kumm. 1871 – dzwonkówka szara
- Entoloma rhombisporum (Kühner & Boursier) E. Horak 1976 – dzwonkówka rombowozarodnikowa
- Entoloma romagnesii Noordel. 1979[7]
- Entoloma rufocarneum (Berk.) Noordel. 1985 – dzwonkówka mięsnoczerwona
- Entoloma rusticoides (Gillet) Noordel. 1981 – dzwonkówka brązowoblaszkowa
- Entoloma sarcitum (Fr.) Noordel. 1981 – dzwonkówka wielkozarodnikowa
- Entoloma saundersii (Fr.) Sacc. 1887[10] – dzwonkówka wiązowa[8]
- Entoloma scabrosum (Fr.) Noordel. 1985 – dzwonkówka łuseczkowata
- Entoloma sepium (Noulet & Dass.) Richon & Roze 1880 – dzwonkówka mącznowonna
- Entoloma sericatum (Britzelm.) Sacc. 1895[7] – dzwonkówka wierzbowa[8]
- Entoloma sericeum Quél. 1872 – dzwonkówka jedwabista
- Entoloma serrulatum (Fr.) Hesler 1967 – dzwonkówka czarniawa
- Entoloma sinuatum (Bull.) P. Kumm. 1871 – dzwonkówka trująca
- Entoloma sodale Kühner & Romagn. ex Noordel. 1982 – dzwonkówka gromadna
- Entoloma solstitiale (Fr.) Noordel. 1980 – dzwonkówka niewielka
- Entoloma sordidulum (Kühner & Romagn.) P.D. Orton 1960[7]
- Entoloma speculum (Fr.) Quél. 1872 – dzwonkówka drobnoowocnikowa
- Entoloma sphagneti Naveau 1923 – dzwonkówka torfowcowa
- Entoloma sphagnorum (Romagn. & J. Favre) Bon & Courtec. 1987 – dzwonkówka torfiasta
- Entoloma strigosissimum (Rea) Noordel. 1979 – dzwonkówka kosmata
- Entoloma subpusillum (Pilát) Romagn. 1987[7]
- Entoloma subradiatum (Kühner & Romagn.) M.M. Moser 1978 – dzwonkówka mała
- Entoloma tenellum (J. Favre) Noordel. 1979[7]
- Entoloma terreum Esteve-Rav. & Noordel. 2004[7]
- Entoloma testaceum (Bres.) Noordel. 1987[7] – dzwonkówka brązowożółtawa[8]
- Entoloma tibiicystidiatum Arnolds & Noordel. 1979[7]
- Entoloma tjallingiorum Noordel. 1982[7] – dzwonkówka próchnolubna[8]
- Entoloma turci (Bres.) M.M. Moser 1978 – dzwonkówka ciemniejąca
- Entoloma undatum (Gillet) M.M. Moser 1978 – dzwonkówka strefowana
- Entoloma venosum Gillet 1876 – dzwonkówka żyłkowana
- Entoloma vernum S. Lundell 1937 – dzwonkówka wiosenna
- Entoloma versatile (Gillet) M.M. Moser 1978 – dzwonkówka oliwkowozielona
- Entoloma vezzenaense Noordel. & Hauskn. 1998[10]
- Entoloma whiteae Murrill 1917[7]
- Entoloma vindobonense Noordel. & Hauskn. 2004[10]
- Entoloma winterhoffii Wölfel & Noordel. 1997[7]
- Entoloma xanthochroum (P.D. Orton) Noordel. 1985 – dzwonkówka żółtoochrowa

Nazwy naukowe na podstawie Index Fungorum (pominięto gatunki wątpliwe). Wykaz gatunków i nazwy polskie według Władysława Wojewody (bez przypisów) i innych (oznaczone przypisami).